# خطاف الذباب الفردوسي
خطّاف الذباب الفردوسي (الاسم العلمي: Terpsiphone)، جنس طير من الجواثم وفصيلة السُلطانيات.
يتراوح نطاق هذه الجنس في جميع أنحاء أفريقيا وآسيا، وكذلك عدد من الجزر. وهناك عدد قليل من الأنواع المهاجرة، ولكن الغالبية العظمى من منها طيور مُقيمة.